# レンゾ・マルテンス

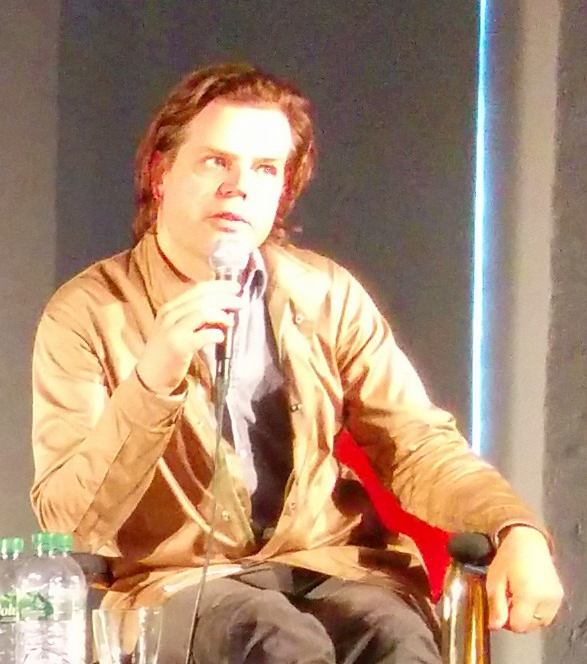
レンゾ・マルテンス、KWベルリンにて

レンゾ・マルテンス（Renzo Martens、1973年 - ）は、オランダのテルヌーゼン生まれ、現在アムステルダムとキンシャサ在住のアーティスト。マルテンスは、コンゴにおける貧困の天然資源としての売り込みを推奨するドキュメンタリー、Episode III: Enjoy Poverty（2008年）など挑発的な作風で知られる。2010年、コンゴの熱帯雨林のパーム油プランテーションに関するジェントリフィケーションプログラムのためのアート機関Human Activities (HA) を開始。

## 経歴
ナイメーヘン大学で政治学を、Royal Academy of Fine Arts (KASK) とアムステルダムのヘリット・リートフェルト・アカデミーで芸術を学ぶ。2010年、ニューヨークのISCPプログラムのアーティストインレジデンスに、2013年にはエール大学のリーダーシッププログラムであるエールワールドフェロープログラムに参加。
現在、ゲントの芸術学校で芸術の博士号を取得中。これまでにロンドンのユニバーシティカレッジ、ロンドンスクールオブエコノミクス、イェール大学、ゴールドスミス（ロンドン大学）、Städelschule Frankfurt、HEAD Genève、KASK、およびマドリード国立美術館にて講義を行う。

## 作品

### Episode I (2003)
チェチェンの紛争地帯を舞台とした短編ドキュメンタリー。この中でマルテンスは、カメラを中心に置いて、チェチェン人に自分のことをどう思うか ("Do you think of me?") 質問する。紛争地帯の映像がアーティストの個人的な（ラブ）ストーリーと混ざり合う、非定型のドキュメンタリー作品。

### Episode III: Enjoy Poverty (2008)
コンゴ内陸部の最も貧しく治安の悪い地域における、2年にわたる滞在を経て制作された長編ドキュメンタリー。この作品で彼は、貧困によって利益を得るために、地元の写真家に、最も残酷で衝撃的な状況にレンズを向けることを勧める。例えば栄養失調の子どもの浮き出た肋骨をどのように撮影すれば、欧米の新聞に魅力的に売り込むことができるかをレクチャーする。
この作品はアーティストによる独自の戦略により、現代美術における政治的主張を明確に表明した。ポンピドゥー・センター、ベルリンビエンナーレ、マニフェスタ7、モスクワビエンナーレ、テート・モダン、アムステルダム市立美術館、第19回シドニービエンナーレ、その他多数の著名映画祭やアートイベントにて上映された。Zeitz MOCAAのキュレーターAzu Nwagboguは、この映画を「私たちの時代におけるゲルニカ」と称した。

### Human Activities
2012年に設立されたアート・インスティテュートHuman Activitiesの芸術監督に就任。HAの目標は、経済的不平等に対する芸術的批評が、この不平等に対して象徴的なものだけでなく、物質的にも何かできることを証明することである。Human Activitiesは、「逆ジェントリフィケーション・プログラム」を実施することで、アートセンター周辺の人々の生活を改善しようとしている。2014年からは、農園労働者の協同組合であるCercle d'Art des Travailleurs de Plantation Congolaise（CATPC）と緊密に協力し、アート制作に基づく新しいエコロジー・イニシアチブを展開している。CATPCはユニリーバの旧農園で活動し、OMAの設計による設備の整ったアートセンターを建設した。生産労働で生計を立てられないプランテーション労働者たちは、プランテーション労働に芸術的に関わることで生活している。アートの販売で得た利益の一部は、100年間のものモノカルチャー（単一栽培）で疲弊した土地の買い戻しに充てられる。その後、土地を再び肥沃で使いやすいものにするために多くの作業が行われる。こうして、住民は農園での生産手段のコントロールを取り戻すのである。

### White Cube
2017年4月21日、Human ActivitiesとCATPCは、コンゴ内陸部のルサンガ（旧レヴァヴィル）にあるユニリーバ最初のパーム油プランテーションの跡地にホワイトキューブをオープンした。OMAが設計したこのホワイトキューブは、ルサンガ国際芸術経済格差研究センター（LIRCAEI）の礎石である。オープニングでは、プランテーションの労働者たちは、哲学者のスハイル・マリク、キュレーターのクレマンティーヌ・デリス、キュレーターのアズ・ヌワグボグ、CATPCのルネ・ンゴンゴ会長、インドネシアのプランテーション労働組合セルブンドとともに、プランテーションにとってのホワイトキューブの利点について議論を行った。

映像作品『White Cube』（2020年）は、コンゴプランテーション芸術労働組合（CATPC）との共同制作で、プランテーション労働者たちが「ホワイトキューブ」ギャラリーのコンセプトを活用し、国際的なプランテーション企業から土地を買い戻し、将来の世代のために土地を確保する姿を追った。
「土地か芸術か。もし選ばなければならないとしたら、私は両方を選ぶだろう。でも、もし本当にどちらか一方しか選べないとしたら、私は土地を選びます。もし土地を所有していなければ、どこに椅子を置いて芸術を作り始めることができるだろうか？ –マチュー・カシアマ（CATPC）『ホワイトキューブ』より、[33]。
この映画は、アムステルダム国際ドキュメンタリー映画祭（IDFA）とコンゴ民主共和国のルサンガで同時にプレミア上映された。その後、キンシャサの国立美術館、ベルリンのKW現代美術館、タマレのサヴァンナ現代美術センター、ラゴスのアフリカン・アーティスト・ファウンデーション、ロンドンのインスティテュート・オブ・コンテンポラリー・アーツ、東京の森美術館、メルボルンのMPavilion、ジャカルタのミュージアムMACANなど、世界中の複数の美術施設で上映され、ディスカッションが行われた：
「要するに、脱エキゾチック化、再エキゾチック化というプロジェクトは、ほとんどあらゆるレベルで政治的に問題があり、それゆえに魅力的なのだ。それは、近代西洋文化の根底にある、人種と階級に基づく権力の不均衡についての問題を提起しているが、私たちの大きな美術館が断固として取り組むことを拒否し、決して答えようとしてこなかった」。

## 参照資料
1. ↑  “Congolese Sculptors Redirect Capital to the Plantation”. Artnet News (2016年11月1日). 2018年3月25日閲覧。
2. ↑  ISCP Archived 2014-02-23 at the Wayback Machine.
3. ↑  Yale World Fellow Program
4. ↑  KASK Archived 2014-02-22 at the Wayback Machine.
5. ↑  Balie, De (2016-11-19), Renzo Martens - Beeldbepalers - De Balie x IDFA Special 2017年12月13日閲覧。
6. ↑  “Renzo Martens”.   Weird Economies. 2022年7月4日閲覧。
7. ↑  Jeffries, Stuart (2014年12月16日). “Renzo Martens – the artist who wants to gentrify the jungle”.   The Guardian. 2021年8月12日閲覧。
8. ↑  Natalie Hegert (2017年5月11日). “How an OMA-Designed Art Museum Just Opened in a Remote Town in the DRC”.   Artsy. 2017年11月3日閲覧。
9. ↑  Cotter, Holland (2017年3月13日). “African Art in a Game of Catch-Up”.   The New York Times. 2022年7月4日閲覧。